# Lotte Pritzel

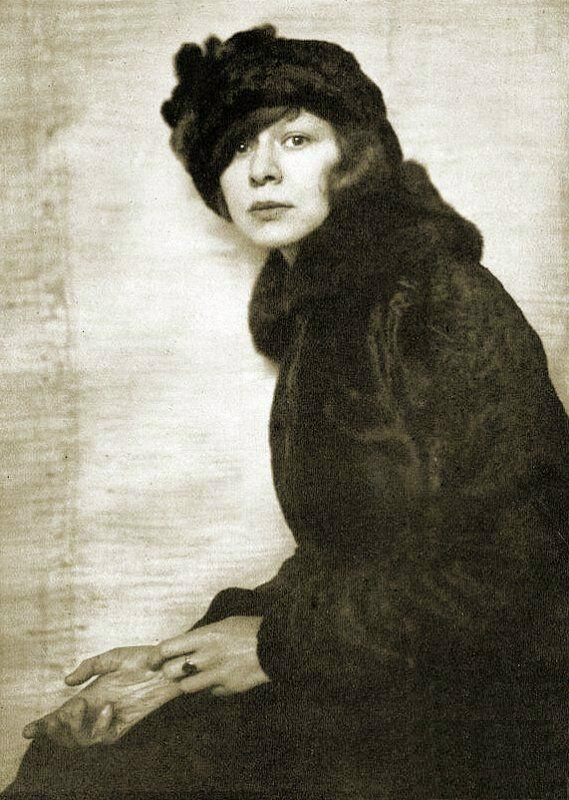
Lotte Pritzel (um 1916). Foto von Hanns Holdt

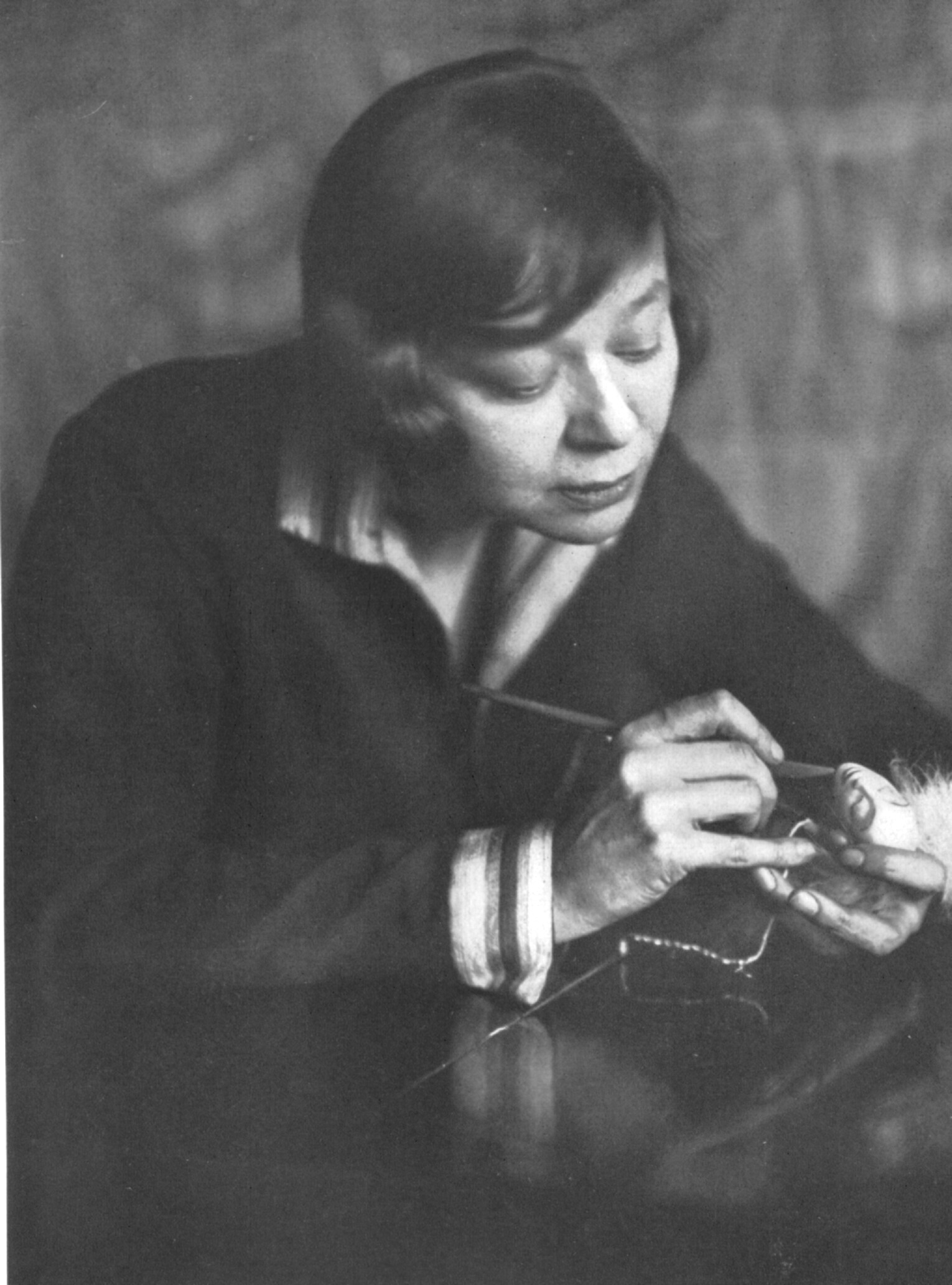
Lotte Pritzel (um 1930)

Charlotte Pritzel (* 30. Januar 1887 in Breslau; † 17. Februar 1952 in Berlin) war eine deutsche Puppenkünstlerin, Kostümbildnerin und Zeichnerin.

## Leben
Charlotte „Lotte“ Pritzel war eine Tochter des Berliner Direktors Karl Pritzel und seiner Frau Elise, geborene Brennersdorf. 1905 zog Lotte Pritzel nach München. Ob sie tatsächlich an der Kunstschule des Wilhelm von Debschitz studierte, gilt als ungeklärt. Vielfach belegt ist dagegen, dass sie zur Münchner Bohème gehörte und in den Künstlerkreisen verkehrte, die sich z. B. im Café Stefanie trafen.
Etwa um 1908 begann Lotte Pritzel mit der Herstellung ihrer „Wachspuppen für die Vitrine“. Die etwa 60 Zentimeter großen Gestalten stellten zarte Tänzerinnen, mysteriöse Pierrots oder melancholische Liebespaare dar. Ab 1912 gab der Keksfabrikant Hermann Bahlsen bei ihr Werbefiguren in Auftrag, die auf der Werkbund-Ausstellung 1914 in Breslau ausgestellt wurden. Veröffentlichungen in der Darmstädter Zeitschrift Deutsche Kunst und Dekoration sowie Ausstellungen im Berliner Hohenzollern-Kunstgewerbehaus machten die Künstlerin bekannt. Ihre anfangs beweglichen, spätestens ab 1917 durchgängig aus Wachs geformten, mit Gaze, Spitzenteilchen, Glasperlen und Brokatfragmenten dekorierten Puppen verkauften sich zeitweise zu hohen Preisen und bis in die USA. Lotte Pritzels gesamtes Werk umfasste weit über 200  Stücke, etwa ein Fünftel der fragilen Figuren ist bis heute erhalten. Einige waren im Rahmen der Ausstellungen „Die Puppenkünstlerin und Kostümbildnerin Lotte Pritzel“ 2002/2003 in Berlin und „Ab nach München. Künstlerinnen um 1900“ 2014/2015 im Münchner Stadtmuseum zu sehen.
Ihre morbide verdrehten, überschlanken Künstlerpuppen trafen den Nerv der Zeit. Lotte Pritzels Figuren und möglicherweise ihr Lithographienzyklus Tanz – Bewegungen und Kostüme von 1919 inspirierten Tänzerinnen wie  Anita Berber oder Niddy Impekoven.
Auch Rainer Maria Rilkes Text Über die Puppen der Lotte Pritzel, 1921 mit Illustrationen der Künstlerin publiziert, gehört zu den überlieferten Zeugnissen vom Schaffen Lotte Pritzels. Max von Boehn urteilte: „Die Puppen von Lotte Pritzel haben mehr von der Essenz unserer Zeit, als ein ganzer Glaspalast voll moderner Bilder.“

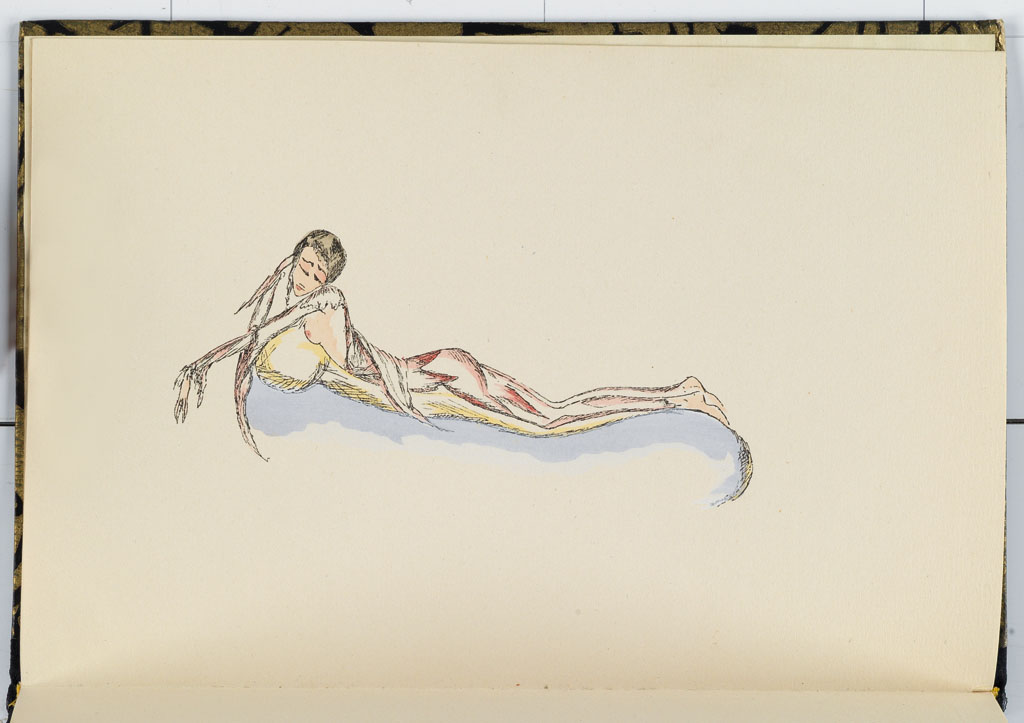
Illustration von Lotte Pritzel für Rainer Maria Rilkes Text über ihre Puppen (1921)

1923 drehte die UFA einen 21-minütigen Dokumentarfilm mit dem Titel Die Pritzel-Puppe.
Lotte Pritzel war weder geschäftstüchtig noch ehrgeizig. Auch zeigte sie keinerlei Ambitionen, das Wesen ihrer Puppen näher zu erläutern. Die „gern im Morphiumrausch schaffende Künstlerin“ erklärte allenfalls, ihre so graziös wie verzweifelt wirkenden Gestalten seien „Geschöpfe ihrer selbst“ bzw. „Material gewordene innere Visionen“.
Seit etwa 1918 war Lotte Pritzel mit dem Arzt Gerhard Pagel liiert. Carl Zuckmayer berichtet in Als wär’s ein Stück von mir über einen Aufenthalt bei Lotte Pritzel und Gerhard Pagel in der Schwabinger Clemensstraße:
„Ich kam bei Lotte Pritzel unter, Mirls bester Freundin, über deren genialische Puppen-Geschöpfe damals lange Feuilletons und Essays geschrieben wurden: zarte Wachs- und Stoffgebilde von raffinierter Eleganz, denen immer ein kindlich-verderbter Zug anhaftete, wie manchen Gestalten von Beardsley – fern vom Obszönen und dadurch umso reizvoller, sogar für solide Käufer. [...] Nächtelang hörte ich, wenn ich in ihrem Atelier, am Nähtisch unter entzückenden Seide- und Batistschnipseln, über meinen Manuskripten saß [...], die beiden aus dem Nebenzimmer – in jenem überhellten Hirnrausch, der das weiße Pulver für die Süchtigen unwiderstehlich macht – miteinander reden, streiten und murmeln.“
Lotte Pritzels und Gerhard Pagels gemeinsame Tochter Irmelin Rose kam am 15. März 1921 zur Welt. Das Paar heiratete ein halbes Jahr später und übersiedelte in den frühen 1920er Jahren von München nach Berlin. Lotte Pritzel arbeitete auch als Kostümbildnerin und Bühnenausstatterin, u. a. 1923 für Frank Wedekinds Stück Die Kaiserin von Neufundland an den Münchner Kammerspielen und 1925 für Klabunds Kreidekreis am Deutschen Theater in Berlin. In den 1930er Jahren zog sich Lotte Pritzel, die vermutlich ein Elternteil jüdischen Glaubens hatte, aus der Öffentlichkeit zurück.
Sie lebte zuletzt in der Reinickendorfer Straße 31 im Wedding, wo Gerhard Pagel auch seine Arztpraxis hatte. Lotte Pritzel starb 1952 im Lazarus-Krankenhaus nach einem Schlaganfall.

## Puppen

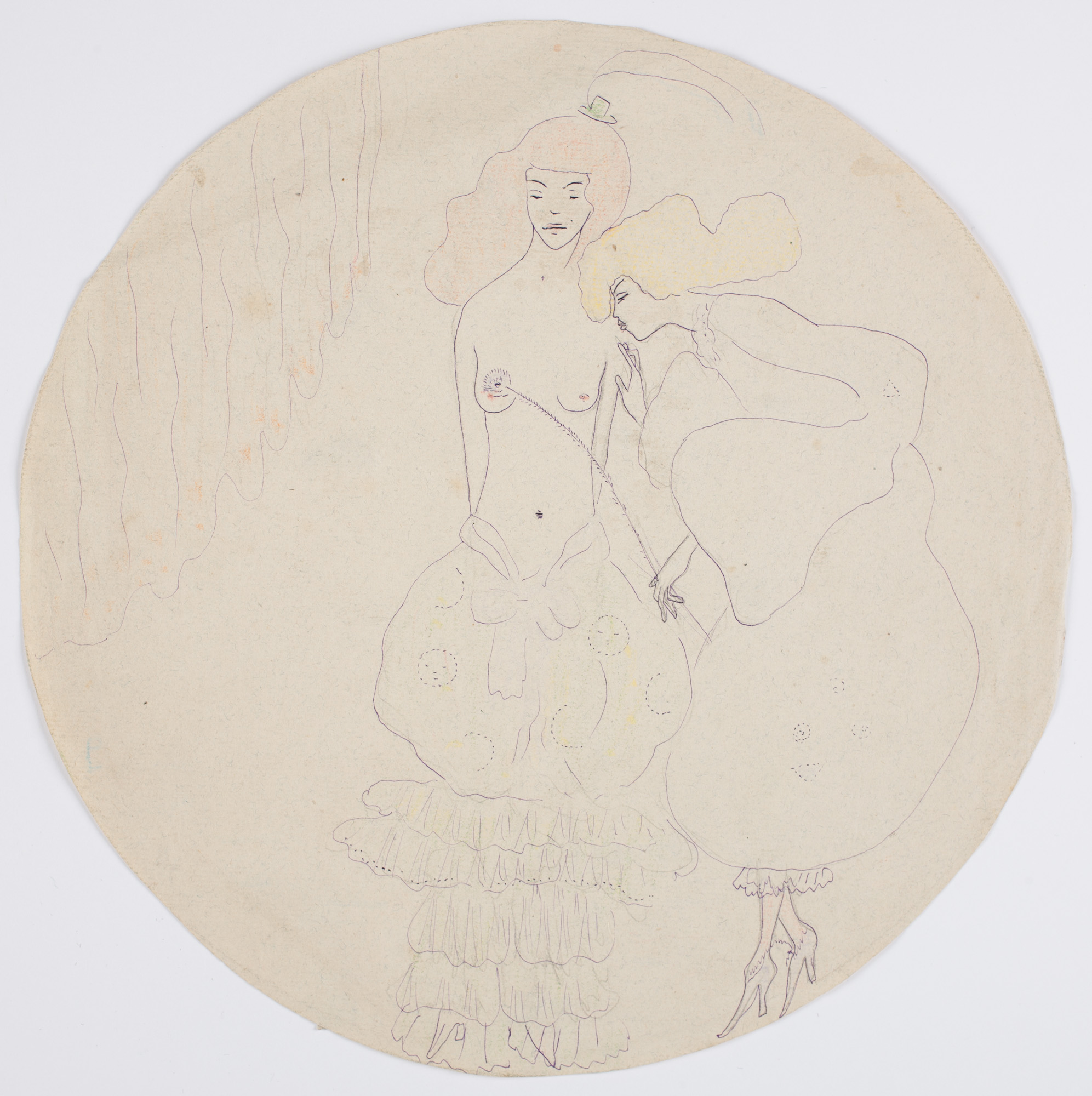
Puppenentwürfe (um 1910)
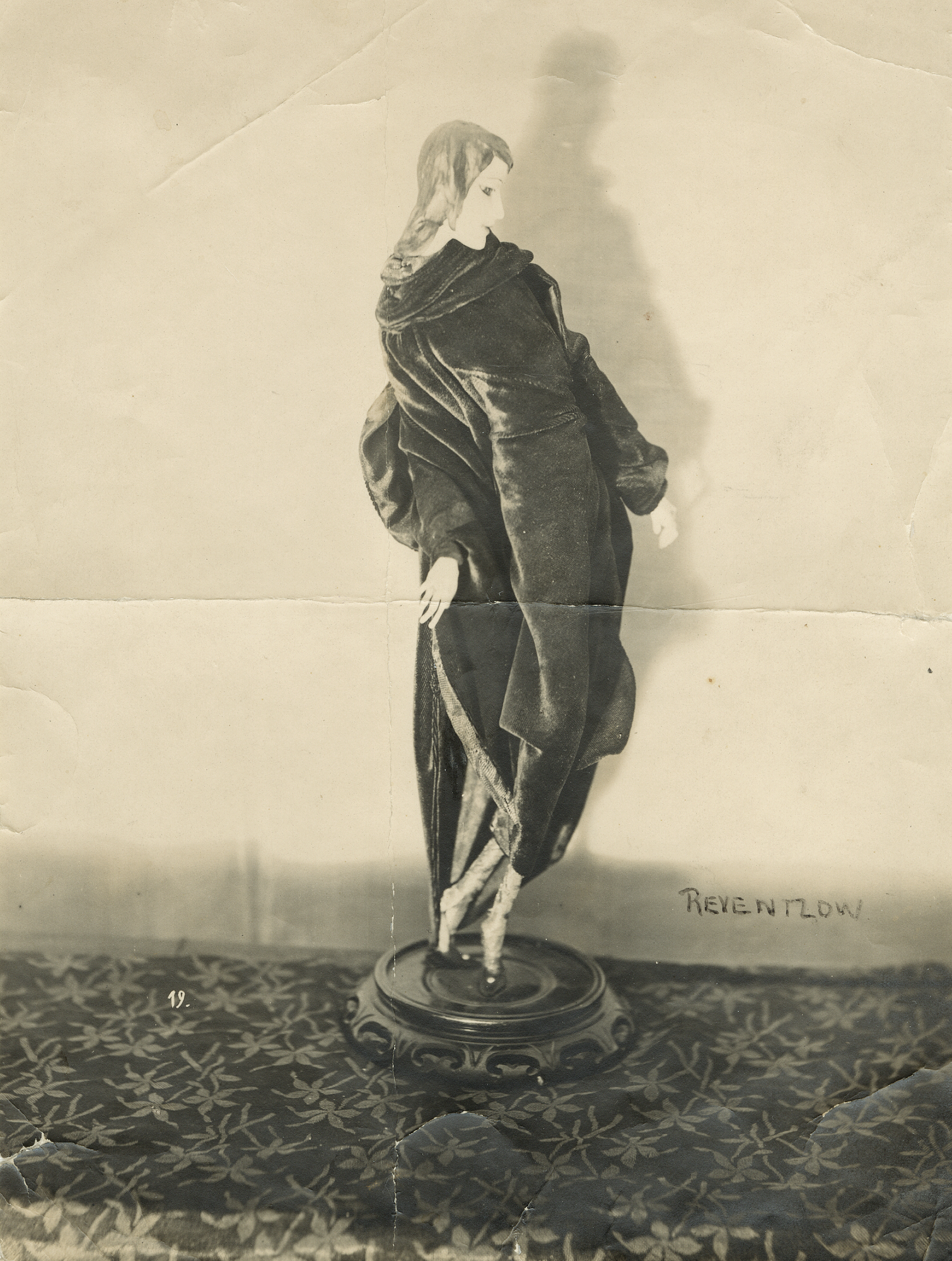
Wachspuppe „Reventlow“ (um 1910)
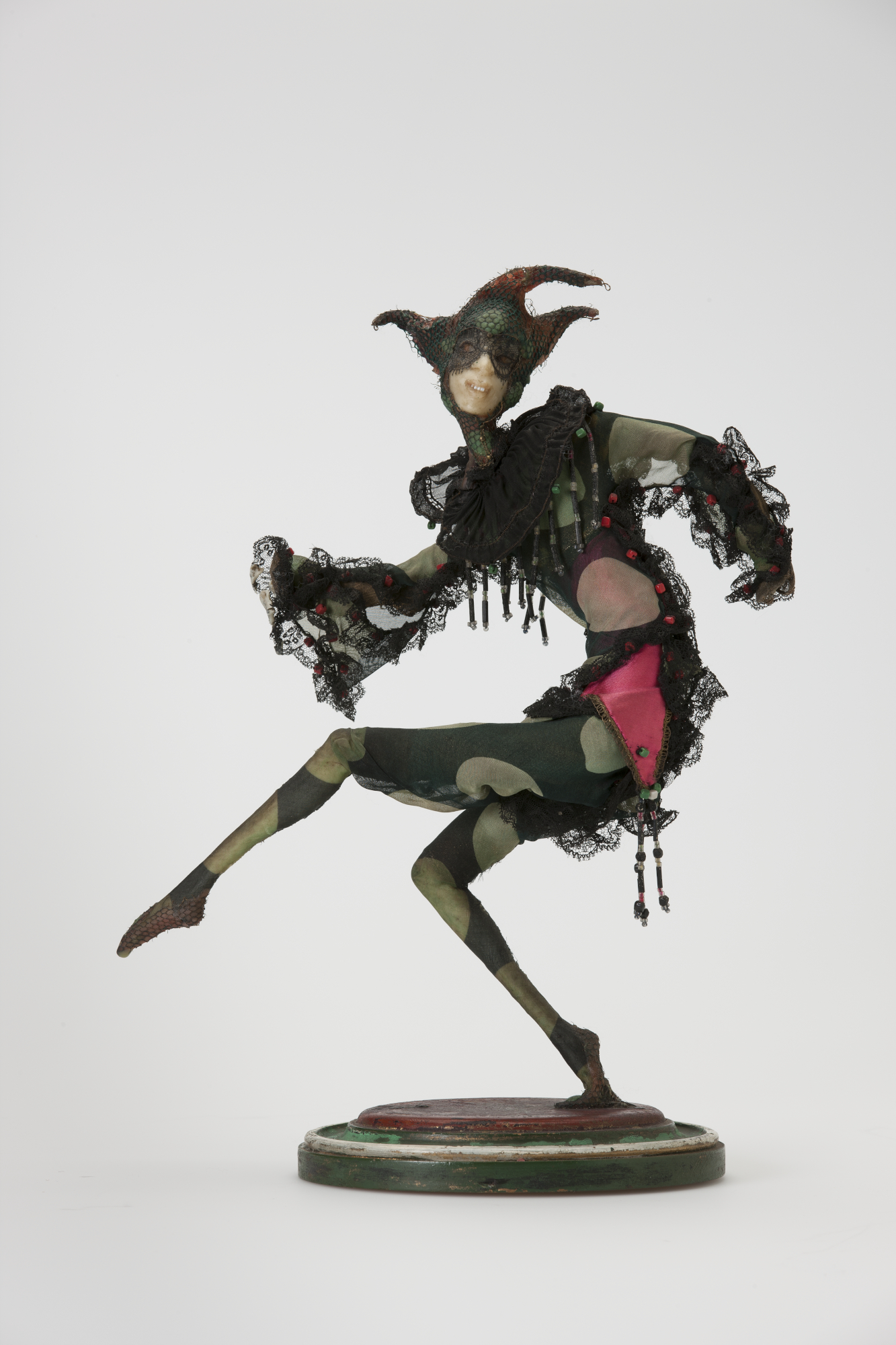
„Pierrot“ aus Wachs, Draht und Textilien (1912)
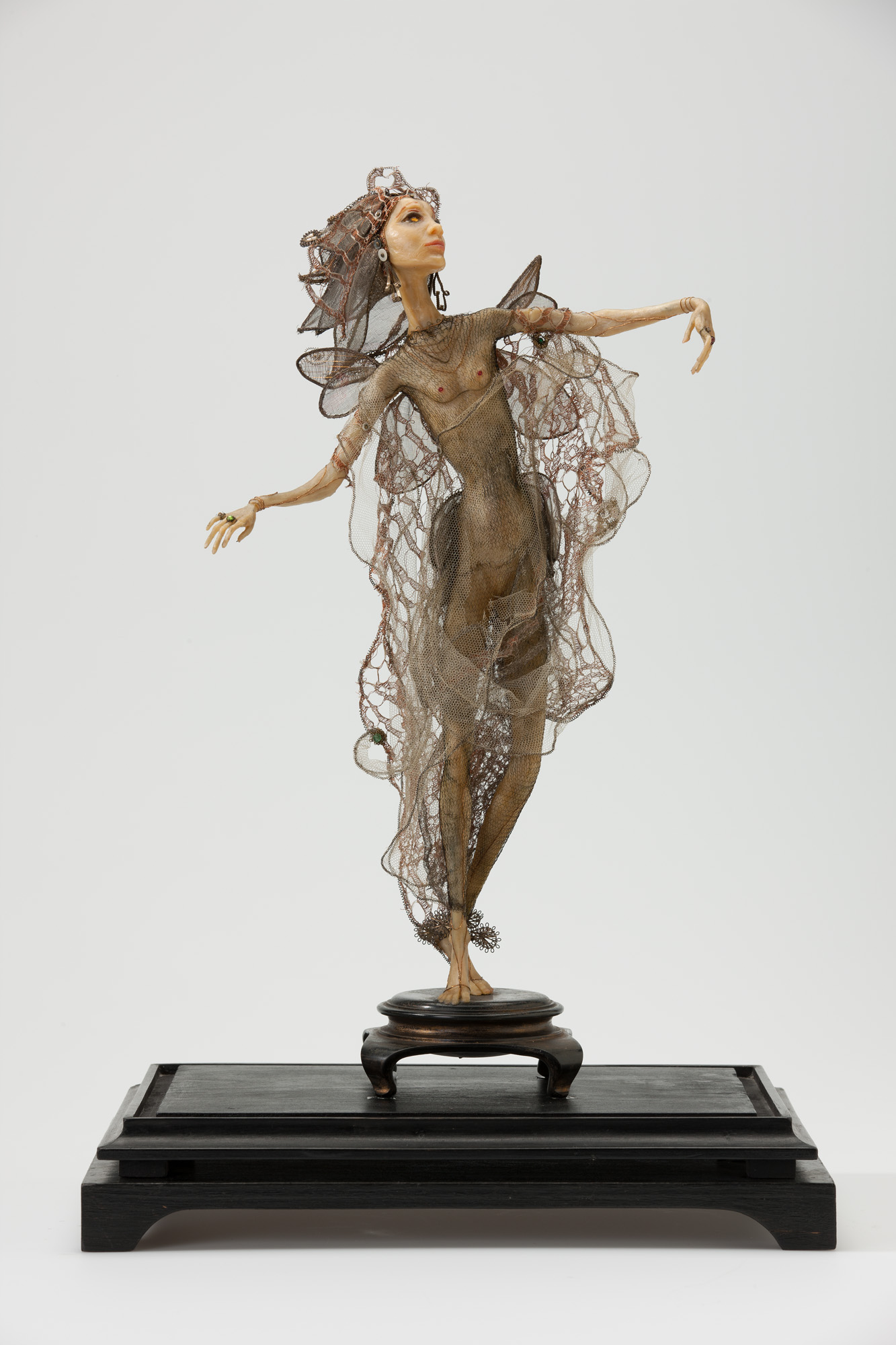
„Bajadere“ (vor 1924)

## Schriften
- Das Puppenbuch. Erich Reiss, Berlin 1921.
- Puppen. Mit Rainer Maria Rilke. Hyperionverlag, München (1921).